# Index finančního tajemství
Index finančního tajemství je projekt advokační skupiny Tax Justice Network hodnotící míru tajnosti a rozsah offshore finančních aktivit v jednotlivých státech. Cílem organizace je díky práci s tajností jednotlivých jurisdikcí a rozsahu offshore finanční aktivity na příslušném území vytvořit politicky nezávislý přehled států, které potenciálně mohou sloužit jako relativně bezpečné daňové ráje. Jednou z hlavních předností indexu finančního tajemství je možnost seřazení států podle jejich podílu na neprůhlednosti světových finančních toků, namísto pouhého binárního rozdělení na daňové ráje a ostatní.
Index finančního tajemství byl poprvé kalkulován v roce 2009, následně v letech 2011, 2013, 2015 a 2018. Během let byl postupně rozšiřován počet obsažených jurisdikcí, z původního počtu 60 jurisdikcí v roce 2009 až na současný počet 112 jurisdikcí v roce 2018.

## Metodologie
Index finančního tajemství je spočítán kombinací dvou klíčových složek; skóre tajnosti jako kvalitativní složky, a podílu na globálním exportu finančních služeb jako kvantitativní složky. Skóre tajnosti je pak počítáno z celkem dvaceti indikátorů, kterými jsou bankovní tajemství, registry fondů a nadací, záznamy vlastnictví společností, ostatní majetek, omezenost transparentnosti spoluvlastnictví, veřejnost vlastnictví firem, veřejnost firemních účtů, country by country reporting, zveřejňování výběru korporátní daně, identifikovatelnost právnických osob, kapacita daňové administrativy, konzistentnost osobní daně z příjmu, vyhýbání se propagaci daňových úniků, otevřenost soudních procesů ve věcech daní, negativní struktury, veřejné statistiky, politika proti praní špinavých peněz, automatická výměna informací, uzavřené mezinárodní smlouvy a mezinárodní právní kooperace. Každý z těchto indikátorů je ohodnocen na škále 0 až 100, celkové skóre tajnosti pro daný stát je obdrženo spočítáním aritmetického průměru jednotlivých indikátorů. Třetí mocnina skóre tajnosti pro daný stát je následně násobena třetí odmocninou podílu daného státu na globálním exportu finančních služeb. Výsledkem je index finančního tajemství, na základě kterého je sestaveno pořadí jednotlivých států.

### Shrnutí jednotlivých indikátorů skóre tajnosti
Celkem dvacet indikátorů skóre tajnosti může být dále rozděleno do čtyř podskupin, a to registrace vlastnictví, transparentnost právnických osob, integrita daňové a finanční regulace, a mezinárodní standardy a kooperace.

#### Registrace vlastnictví
Bankovní tajemství: míra, do které musí být zaznamenávány, ověřovány a uchovávány informace o majitelích bankovních účtů příslušnou bankou, a sdílení těchto informací s příslušnými lokálními autoritami. Dále dostupnost daných informací a zaznamenávání a ohlašování velkých finančních transakcí.
Registry fondů a nadací: rozsah, ve kterém jsou zaznamenávány a na internetu zpřístupněny informace o všech svěřeneckých fondech a nadacích, včetně informací o všech účastných stranách, kvůli možným obtížím s rozlišením legálního a skutečného majitele.
Záznamy vlastnictví společností: hodnocení, zda daná jurisdikce vyžaduje aby všechny společnosti s ručením omezeným sdílely a udržovaly aktuální informace o legálních a skutečných majitelích s vládními orgány. Nehodnotí, zda jsou tyto informace rovněž zveřejňovány.
Ostatní majetek: hodnocení míry transparentnosti vlastnictví nemovitostí a cenností (starožitností, zlatých cihel, vzácných kamenů) skladovaných ve freeportech.
Omezenost transparentnosti spoluvlastnictví: míra celistvosti a dostupnosti informací o právním a skutečném partnerství a ročních účetních závěrek limitovaných partnerství.

#### Transparentnost právnických osob
Veřejnost vlastnictví firem: hodnocení, zda daná jurisdikce vyžaduje od všech společností s ručením omezeným publikaci aktuálních informací o právním a skutečném majiteli zdarma, zdarma na internetu, na internetu za poplatek, či za poplatek. Nezahrnuje společnosti kótované na burze cenných papírů.
Veřejnost firemních účtu: hodnocení, zda daná jurisdikce vyžaduje publikování ročních účetních závěrek společností s ručením omezeným.
Country by country reporting: hodnocení, zda daná jurisdikce vyžaduje publikaci celistvých informací o celosvětových finančních akcích v jednotlivých státech společností kótovaných na burze cenných papírů.
Zveřejňování výběru korporátní daně: hodnocení, zda daná jurisdikce zajišťuje přístupnost svých Country by country záznamů, a dále zda zpřístupňuje zdarma online všechna jednostranná přeshraniční daňová rozhodnutí, popřípadě je zpřístupňuje za poplatek.
Identifikovatelnost právnických osob: míra, do které daná jurisdikce vyžaduje užívání Legal Entity Identifier (LEI) domácími právnickými osobami.

#### Integrita daňové a finanční regulace
Kapacita daňové administrativy: hodnocení kapacity jurisdikce sbírat a zpracovávat data k dohledání a zdanění společností a jedinců s velkým množstvím prostředků a možností vyhnout se daňovým závazkům.
Konzistentnost osobní daně z příjmu: hodnocení, zda jurisdikce aplikuje režim osobní daně z příjmu kompatibilní s (progresivními) daňovými systémy většiny jurisdikcí ve světě, a zda zákony jurisdikce vykazují určitou míru laxnosti ohledně občanství a trvalého bydliště.
Vyhýbání se propagaci daňových úniků: hodnocení, zda legislativa dané jurisdikce podněcuje daňovou soutěž zpracováním kapitálových příjmů ve své daňové legislativě. Dále, zda daná jurisdikce zahrnuje celosvětový kapitálový příjem do svého daňového základu a poskytuje jednostranné slevy na dani za zahraniční daně odvedené za jistý zahraniční kapitálový příjem.
Otevřenost soudních procesů ve věcech daní: hodnocení otevřenosti a veřejnosti soudního systému dané jurisdikce ve věcech daní.
Negativní struktury: hodnocení dostupnosti čtyř typů negativních struktur a nástrojů v rámci právního rámce dané jurisdikce. Tyto struktury a nástroje jsou emise a přijímání bankovek velké nominální hodnoty (bankovky větší než 200 EUR/USD/GBP), dostupnost neregistrovaných akcií na majitele, možnost vytvářet společnosti se segregovaným portfoliem (SPC),sériové společnosti s ručením omezeným (series LCC) a trusty s únikovými doložkami.
Veřejné statistiky: míra, do které jurisdikce zveřejňuje deset relevantních statistických datasetů o své mezinárodní finanční, obchodní, investiční a daňové pozici.

#### Mezinárodní standardy a kooperace
Politika proti praní špinavých peněz: míra, do jaké politika dané jurisdikce proti praní špinavých peněz nedosahuje doporučených standardů organizace Financial Action Task Force.
Automatická výměna informací: ukazatel, zda daná jurisdikce je signatářem dohody Multilateral Competent Authority Agreement (MCAA), s kolika dalšími jurisdikcemi probíhá informační výměna v rámci této dohody, a zda se daná jurisdikce podílí na pilotních projektech podporujících rozvojové země.
Uzavřené mezinárodní smlouvy: úroveň účasti dané jurisdikce na efektivní výměně informací dle standardu vyvinutého OECD a Global Forum.
Mezinárodní právní kooperace: míra, do které se daná jurisdikce účastní v mezinárodních závazcích ve věcech transparentnosti a mezinárodní soudní spolupráci ve věci praní špinavých peněz a jiné trestné činnosti.

### Podíl na globálním exportu finančních služeb
Podíl na globálním exportu finančních služeb je druhou složkou výpočtu indexu finančního tajemství, reprezentuje podíl dané jurisdikce na offshore finančních aktivitách. Podíl dané jurisdikce je počítán jako podíl exportu finančních služeb dané jurisdikce a celkového objemu světového exportu finančních služeb.
{\displaystyle \mathrm {\scriptstyle {\text{Podíl dané jurisdikce na globálním exportu finančních služeb}}} ={\frac {\scriptstyle {\text{Export finančních služeb dané jurisdikce}}}{\scriptstyle {\text{Globální export finančních služeb}}}}}

## Index finančního tajemství, 2018
V roce 2018 byl index finančního tajemství (IFT) vypočítán pro 112 států a teritorií.
| Poř. | Stát nebo teritorium       | Hodnota IFT | Podíl IFT | Skóre tajnosti | Podíl na globálním exportu finančních služeb |
| ---- | -------------------------- | ----------- | --------- | -------------- | -------------------------------------------- |
| 1    | Švýcarsko                  | 1589,57     | 5,01%     | 76             | 4,50%                                        |
| 2    | Spojené státy americké     | 1298,47     | 4,09%     | 60             | 22,30%                                       |
| 3    | Kajmanské ostrovyA         | 1267,68     | 3,99%     | 72             | 3,78%                                        |
| 4    | Hongkong                   | 1243,67     | 3,92%     | 71             | 4,16%                                        |
| 5    | Singapur                   | 1081,98     | 3,41%     | 67             | 4,57%                                        |
| 6    | Lucembursko                | 975,91      | 3,07%     | 58             | 12,13%                                       |
| 7    | Německo                    | 768,95      | 2,42%     | 59             | 5,16%                                        |
| 8    | Tchaj-wan                  | 743,37      | 2,34%     | 76             | 0,50%                                        |
| 9    | Spojené arabské emiráty    | 661,14      | 2,08%     | 84             | 0,14%                                        |
| 10   | GuernseyA                  | 658,91      | 2,07%     | 72             | 0,52%                                        |
| 11   | Libanon                    | 644,41      | 2,03%     | 72             | 0,51%                                        |
| 12   | Panama                     | 625,84      | 1,97%     | 77             | 0,26%                                        |
| 13   | Japonsko                   | 623,91      | 1,96%     | 60             | 2,23%                                        |
| 14   | Nizozemsko                 | 598,80      | 1,88%     | 66             | 0,90%                                        |
| 15   | Thajsko                    | 550,59      | 1,73%     | 80             | 0,12%                                        |
| 16   | Britské panenské ostrovyA  | 502,.75     | 1,58%     | 69             | 0,37%                                        |
| 17   | Bahrajn                    | 490,70      | 1,54%     | 78             | 0,11%                                        |
| 18   | Jersey                     | 438,21      | 1,38%     | 65             | 0,38%                                        |
| 19   | BahamyB                    | 429,00      | 1,35%     | 84             | 0,03%                                        |
| 20   | Malta                      | 426,31      | 1,34%     | 61             | 0,71%                                        |
| 21   | Kanada                     | 425,84      | 1,34%     | 55             | 1,74%                                        |
| 22   | Macao                      | 424,91      | 1,34%     | 68             | 0,23%                                        |
| 23   | Spojené královstvíA        | 423,.76     | 1,33%     | 42             | 17,36%                                       |
| 24   | Kypr                       | 404.,44     | 1,27%     | 61             | 0,54%                                        |
| 25   | Francie                    | 404,17      | 1,27%     | 52             | 2,52%                                        |
| 26   | Irsko                      | 387,94      | 1,22%     | 51             | 2,66%                                        |
| 27   | Keňa                       | 378,34      | 1,19%     | 80             | 0,04%                                        |
| 28   | Čína                       | 372,57      | 1,17%     | 60             | 0,50%                                        |
| 29   | Rusko                      | 361,15      | 1,13%     | 64             | 0,26%                                        |
| 30   | Turecko                    | 353,88      | 1,11%     | 68             | 0,14%                                        |
| 31   | Malajsie (Labuan)          | 335,10      | 1,05%     | 72             | 0,07%                                        |
| 32   | Indie                      | 316,62      | 0,99%     | 52             | 1,16%                                        |
| 33   | Jižní Korea                | 314.05      | 0,99%     | 59             | 0,35%                                        |
| 34   | Izrael                     | 313,55      | 0,98%     | 63             | 0,19%                                        |
| 35   | Rakousko                   | 310,41      | 0,97%     | 56             | 0,56%                                        |
| 36   | BermudyA                   | 281,82      | 0,88%     | 73             | 0,03%                                        |
| 37   | Saúdská Arábie             | 278,57      | 0,87%     | 70             | 0,05%                                        |
| 38   | Libérie                    | 277,28      | 0,87%     | 80             | 0,01%                                        |
| 39   | Marshallovy ostrovy        | 275,28      | 0,86%     | 73             | 0,03%                                        |
| 40   | Filipíny                   | 269,81      | 0,85%     | 65             | 0,09%                                        |
| 41   | Itálie                     | 254,14      | 0,80%     | 49             | 0,92%                                        |
| 42   | Ostrov ManA                | 248,68      | 0,78%     | 64             | 0,09%                                        |
| 43   | Ukrajina                   | 246,24      | 0,77%     | 69             | 0,04%                                        |
| 44   | Austrálie                  | 244,35      | 0,77%     | 51             | 0,60%                                        |
| 45   | Norsko                     | 242,84      | 0,76%     | 52             | 0,55%                                        |
| 46   | Lichtenštejnsko            | 240,85      | 0,76%     | 78             | 0,01%                                        |
| 47   | Rumunsko                   | 232,30      | 0,73%     | 66             | 0,05%                                        |
| 48   | Barbados                   | 230,95      | 0,72%     | 74             | 0,01%                                        |
| 49   | MauriciusB                 | 223,47      | 0,70%     | 72             | 0,02%                                        |
| 50   | Jihoafrická republika      | 216,43      | 0,68%     | 56             | 0,18%                                        |
| 51   | Polsko                     | 215,39      | 0,67%     | 57             | 0,14%                                        |
| 52   | Španělsko                  | 213,88      | 0,67%     | 48             | 0,76%                                        |
| 53   | Belgie                     | 212,96      | 0,67%     | 44             | 1,56%                                        |
| 54   | Švédsko                    | 203,54      | 0,64%     | 45             | 1,01%                                        |
| 55   | Lotyšsko                   | 195,64      | 0,61%     | 57             | 0,11%                                        |
| 56   | AnguillaA                  | 195,03      | 0,61%     | 78             | 0,00%                                        |
| 57   | Indonésie                  | 188,78      | 0,59%     | 61             | 0,05%                                        |
| 58   | Nový Zéland                | 178,56      | 0,56%     | 56             | 0,10%                                        |
| 59   | Kostarika                  | 168,77      | 0,53%     | 69             | 0,01%                                        |
| 60   | Chile                      | 168,64      | 0,53%     | 62             | 0,03%                                        |
| 61   | Dánsko                     | 166,11      | 0,52%     | 52             | 0,15%                                        |
| 62   | Paraguay                   | 158,52      | 0,50%     | 84             | 0,00%                                        |
| 63   | Svatý Kryštof a NevisB     | 152,54      | 0,48%     | 77             | 0,00%                                        |
| 64   | Portugalsko (Madeira)      | 151,62      | 0,47%     | 55             | 0,08%                                        |
| 65   | Portoriko                  | 151,06      | 0,47%     | 77             | 0,00%                                        |
| 66   | Vanuatu                    | 149,26      | 0,47%     | 89             | 0,00%                                        |
| 67   | Uruguay                    | 148,20      | 0,46%     | 61             | 0,02%                                        |
| 68   | Aruba                      | 148,04      | 0,46%     | 76             | 0,00%                                        |
| 69   | Dominikánská republika     | 147,08      | 0,46%     | 72             | 0,00%                                        |
| 70   | Česko                      | 145,10      | 0,45%     | 53             | 0,09%                                        |
| 71   | Finsko                     | 142,23      | 0,44%     | 53             | 0,09%                                        |
| 72   | Island                     | 139,69      | 0,44%     | 60             | 0,02%                                        |
| 73   | Brazílie                   | 137,99      | 0,43%     | 49             | 0,16%                                        |
| 74   | Maďarsko                   | 132,73      | 0,41%     | 55             | 0,05%                                        |
| 75   | Tanzanie                   | 128,91      | 0,40%     | 73             | 0,00%                                        |
| 76   | Slovensko                  | 127,88      | 0,40%     | 55             | 0,04%                                        |
| 77   | Seychely                   | 125,26      | 0,39%     | 75             | 0,00%                                        |
| 78   | Guatemala                  | 123,62      | 0,39%     | 73             | 0,00%                                        |
| 79   | Chorvatsko                 | 119,36      | 0,37%     | 59             | 0,01%                                        |
| 80   | Řecko                      | 118,58      | 0,37%     | 58             | 0,02%                                        |
| 81   | Samoa                      | 115,90      | 0,36%     | 78             | 0,00%                                        |
| 82   | Mexiko                     | 107,57      | 0,33%     | 54             | 0,03%                                        |
| 83   | GibraltarA                 | 107,44      | 0,33%     | 71             | 0,00%                                        |
| 84   | Curaçao                    | 105,65      | 0,33%     | 75             | 0,00%                                        |
| 85   | Venezuela                  | 105,03      | 0,33%     | 69             | 0,00%                                        |
| 86   | Americké Panenské ostrovy  | 101,89      | 0,32%     | 73             | 0,00%                                        |
| 87   | Turks a CaicosB            | 98,07       | 0,30%     | 77             | 0,00%                                        |
| 88   | Bolívie                    | 94,82       | 0,29%     | 80             | 0,00%                                        |
| 89   | Bulharsko                  | 91,38       | 0,28%     | 54             | 0,01%                                        |
| 90   | Belize                     | 86,30       | 0,27%     | 75             | 0,00%                                        |
| 91   | BrunejB                    | 85,59       | 0,27%     | 84             | 0,00%                                        |
| 92   | Monako                     | 82,93       | 0,26%     | 78             | 0,00%                                        |
| 93   | Estonsko                   | 79,46       | 0,25%     | 51             | 0,02%                                        |
| 94   | Maledivy                   | 74,87       | 0,23%     | 81             | 0,00%                                        |
| 95   | Ghana                      | 68,85       | 0,21%     | 62             | 0,00%                                        |
| 96   | DominikaB                  | 62,02       | 0,19%     | 77             | 0,00%                                        |
| 97   | Litva                      | 58,74       | 0,18%     | 47             | 0,01%                                        |
| 98   | Antigua a BarbudaB         | 54,53       | 0,17%     | 87             | 0,00%                                        |
| 99   | Černá Hora                 | 52,64       | 0,16%     | 63             | 0,00%                                        |
| 100  | Cookovy ostrovyB           | 44,97       | 0,14%     | 75             | 0,00%                                        |
| 101  | GrenadaB                   | 44,60       | 0,14%     | 77             | 0,00%                                        |
| 102  | Severní Makedonie          | 39,76       | 0,12%     | 61             | 0,00%                                        |
| 103  | Botswana                   | 39,44       | 0,12%     | 69             | 0,00%                                        |
| 104  | Slovinsko                  | 35,32       | 0,11%     | 42             | 0,01%                                        |
| 105  | Andorra                    | 35,05       | 0,11%     | 66             | 0,00%                                        |
| 106  | Gambie                     | 34,51       | 0,10%     | 77             | 0,00%                                        |
| 107  | Trinidad a TobagoB         | 27,86       | 0,08%     | 65             | 0,00%                                        |
| 108  | Nauru                      | 26,32       | 0,08%     | 67             | 0,00%                                        |
| 109  | San Marino                 | 24,31       | 0,07%     | 64             | 0,00%                                        |
| 110  | Svatá LucieB               | 21,52       | 0,06%     | 78             | 0,00%                                        |
| 111  | Svatý Vincenc a GrenadinyB | 21,37       | 0,06%     | 70             | 0,00%                                        |
| 112  | MontserratA                | 16,53       | 0,05%     | 78             | 0,00%                                        |

A: Spojené království, britské korunní závislá území a britské zámořské území
B: Nezávislé státy pod jurisdikcí soudní komise Soukromé rady Spojeného království